# Sateré
Os saterés constituem um clã dominante do grupo indígena brasileiro dos maués.
A palavra Sateré em língua indígena tem o significado de lagarta de fogo.